# Шахназаров, Артемий
Артемий Шахназаров (хорв. Artemije Šahnazarov; 8 октября 1891, Шуша, Елизаветпольская губерния — 1 декабря 1973, Загреб) — югославский инженер и университетский преподаватель. Эксперт в области режущего инструмента и испытания металлов.

## Биография
Артемий Шахназаров родился в 1891 году на юге Российской империи. В 1915 году окончил учёбу на судостроительном отделении Петроградского политехнического института имени Петра Великого, после чего устроился работать на судостроительный завод Ноблесснер в Таллинском заливе. С 1917 по 1918 год Шахназаров, в качестве военного инженера, нёс службу на линкоре «Полтава». После демобилизации в 1918 году Шахназаров покинул Советскую Россию и переехал на территорию Украинской народной республики, где устроился на работу преподавателем в Херсонский политехнический институт, где вёл лекции по двум направлениям: «Рыболовные судна» и «Узлы и агрегаты машин». В 1920 году Артемий покинул УНР и некоторое время работал в европейских столицах, пока в 1921 году ему не предложили пост ассистента профессора в Высшей технической школе в Загребе. В преподавательском штате Шахназаров остался и после преобразования Высшей технической школы в Технический факультет Загребского университета в 1926 году, что позволило ему получить статус преподавателя главного хорватского вуза. В стенах университета он вёл лекции по механике и заведовал институтом механики (ныне Технологический институт машиностроительного факультета). Преподавательскую деятельность Шахназаров совмещал с проведением исследований в области режущего инструмента и испытания металлов, следствием чего стала публикация двух его книг на эту тему: «Tokarski noževi» (1927) и «Brušenje» (1929) и создание в 1934 году собственного способа измерения температуры лезвия режущего инструмента, получившего в хорватских научных кругах название «метод Шахназарова» или «измерение по Шахназарову». За многолетнюю деятельность в 1937 году руководством Загребского университета ему было пожаловано звание профессора.